# Большое Визеу
Большое Визеу — городская агломерация в Португалии, включающая в себя город Визеу и прилегающие к нему промышленные города-спутники. Данная агломерация обладает определённой административной автономией. Население — около 350 тыс. человек.
В Большое Визеу входят следующие муниципалитеты:
1. Агиар-да-Бейра
2. Визеу
3. Вила-Нова-ди-Пайва
4. Возела
5. Говейя
6. Каррегал-ду-Сал
7. Каштру-Дайре
8. Мангуалди
9. Моимента-да-Бейра
10. Нелаш
11. Оливейра-ди-Фрадеш
12. Пеналва-ду-Каштелу
13. Пенедону
14. Сан-Педру-ду-Сул
15. Санта-Комба-Дан
16. Сатан
17. Сейя
18. Сернансельи
19. Тарока
20. Тондела
21. Форнуш-ди-Алгодреш